# Apyrauna
Apyrauna is een kevergeslacht uit de familie van de boktorren (Cerambycidae). De wetenschappelijke naam van het geslacht werd voor het eerst geldig gepubliceerd in 2005 door Martins.

## Soorten
Apyrauna omvat de volgende soorten:
- Apyrauna annulicornis Martins, 2005
- Apyrauna maculicornis (Germain, 1898)